# NGC 7088
NGC 7088, également connu sous le nom de nébuleuse non-photographiable de Baxendell (en anglais Baxendell's Unphotographable Nebula), est une nébuleuse qui aurait été découverte par l'astronome amateur Joseph Baxendell (en). On considère aujourd'hui que l'objet n'existe pas et que Baxendell a été trompé par des reflets.
En 1880, l'amateur britannique Joseph Baxendell publie dans les Monthly Notices of the Royal Astronomical Society la découverte, le 28 septembre, d'une nébuleuse à 25' au nord de l'amas globulaire M2, dans la constellation du Verseau. Il la décrit comme ayant « une forme ovale irrégulière, le grand axe orienté est-ouest » et une taille de 75' × 52'. L'observation est confirmée notamment par John Dreyer et la nébuleuse est répertoriée dans le New General Catalogue of Nebulae and Clusters of Stars sous le numéro NGC 7088. Néanmoins, et malgré de nombreuses tentatives, l'objet n'apparaît pas sur les plaques photographiques, ce qui lui gagne le surnom de « nébuleuse non-photographiable de Baxendell ». On considère aujourd'hui que l'objet n'existe pas : les photographies récentes ne montrent ni amas, ni nébuleuse à l'endroit décrit. Il est probable que Baxendell ait été trompé par des reflets internes, dans l'oculaire, du brillant amas M2.
NGC 7088 fait partie du nombre relativement restreint d'objets catalogués par erreur dans le catalogue NGC, à l'instar du couple NGC 6885/NGC 6882 de la constellation du Petit Renard, dont selon toute vraisemblance un seul des deux n'existe. 